# Impatiens pulchra
Impatiens pulchra är en balsaminväxtart som beskrevs av Joseph Dalton Hooker och Thoms. Impatiens pulchra ingår i släktet balsaminer, och familjen balsaminväxter. Inga underarter finns listade i Catalogue of Life.